# Vitacea polistiformis
Vitacea polistiformis (tên tiếng Anh: Grape Root Borer) là một loài bướm đêm thuộc họ Sesiidae. Nó được tìm thấy ở khắp the midwest của Hoa Kỳ, phía nam đến Florida và Texas. Đây là loài đe dọa nghiêm trọng nhất đối với nho ở Florida.
Con lớn có màu nâu với cái dải mỏng màu vàng trên bụng và giống ong bắp cày giấy. Các cánh trước màu nâu, trong khi cánh chân sau trong suốt.
Ấu trùng ăn các loài nho. Những quả trứng nở trên mặt đất và các khe ấu trùng vào hệ thống rễ của cây chủ của chúng. Thiệt hại gây ra làm giảm tăng trưởng cây, lá nhỏ hơn và kích thước quả giảm.

## Thư viện ảnh

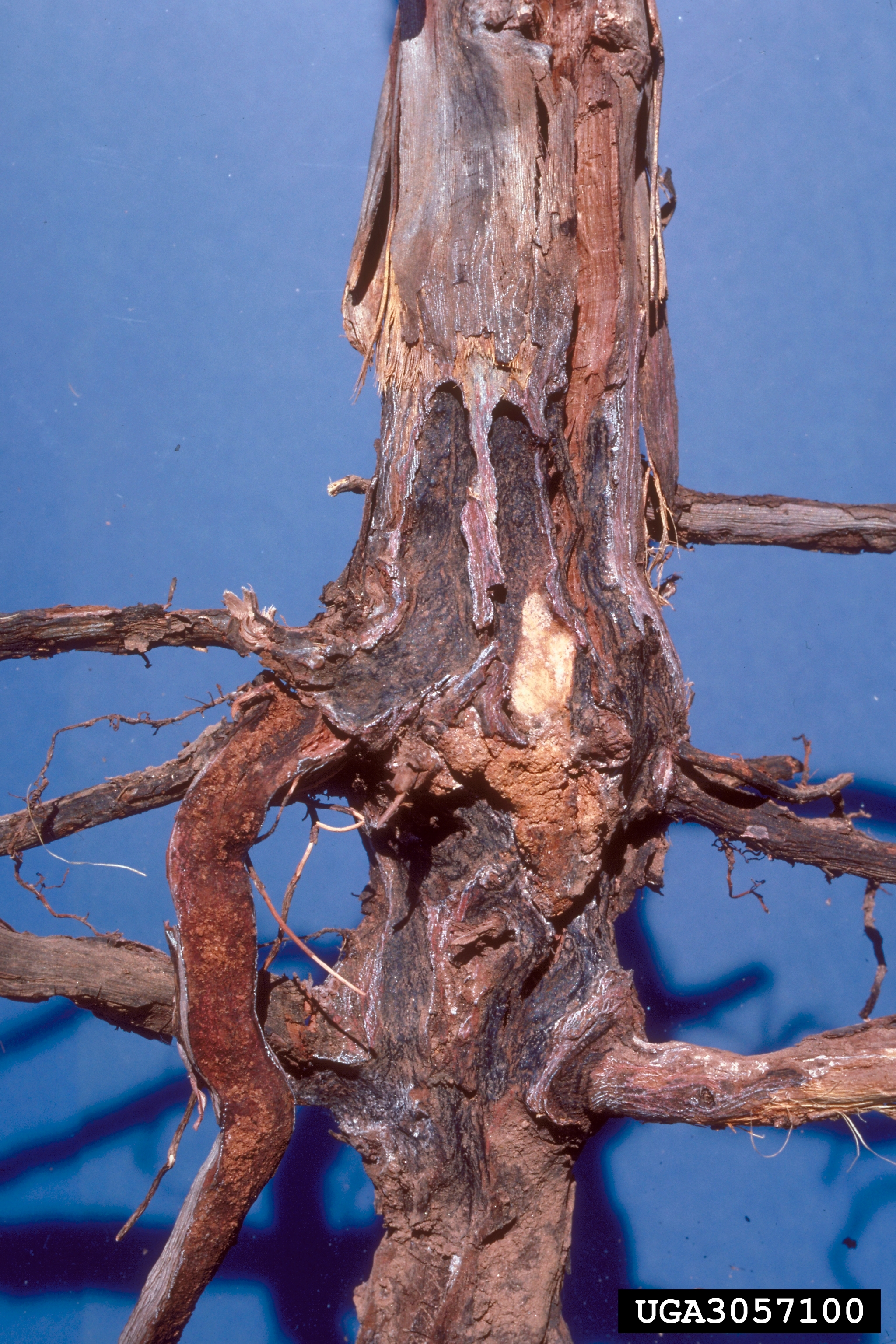
Ấu trùng
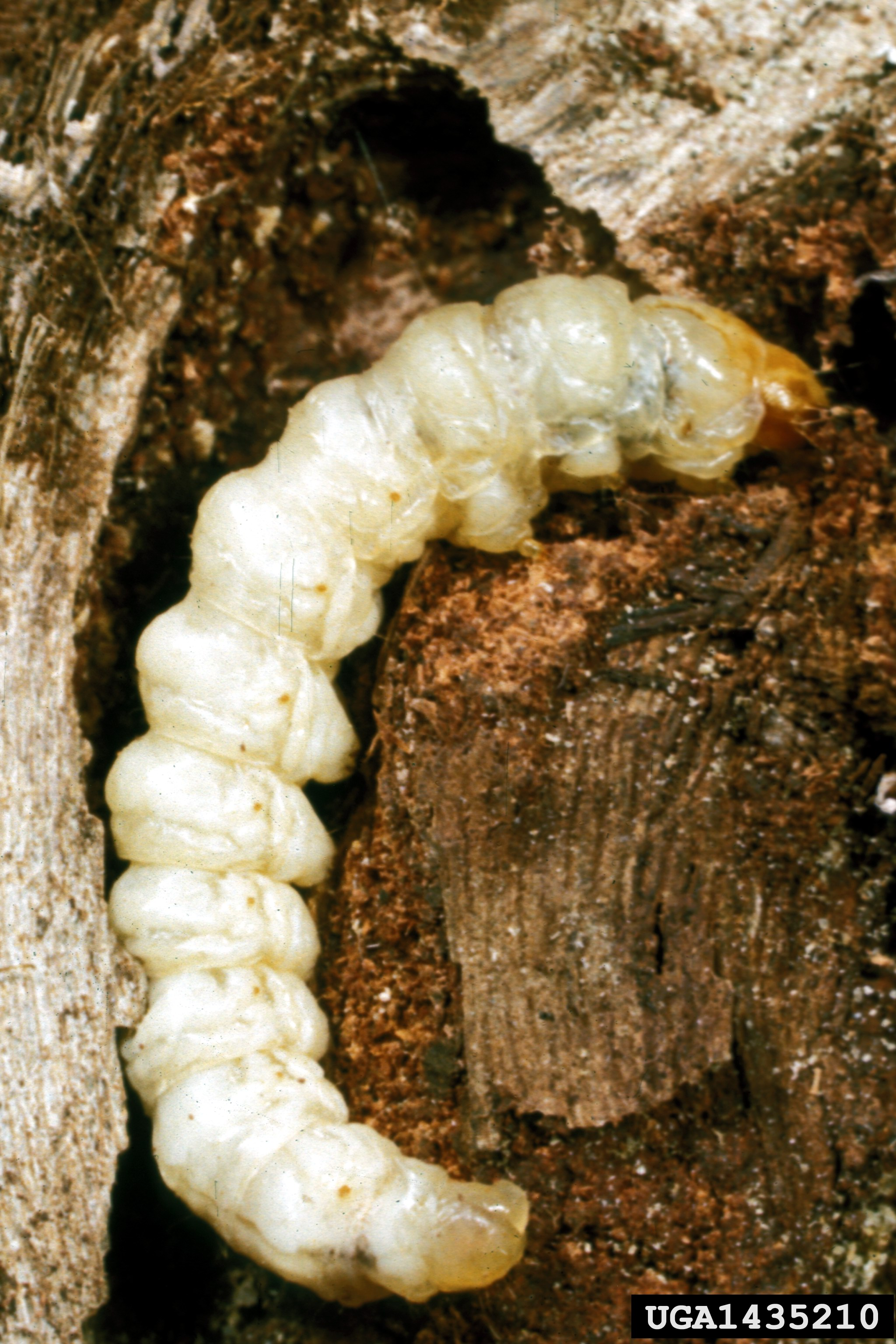
Ấu trùng
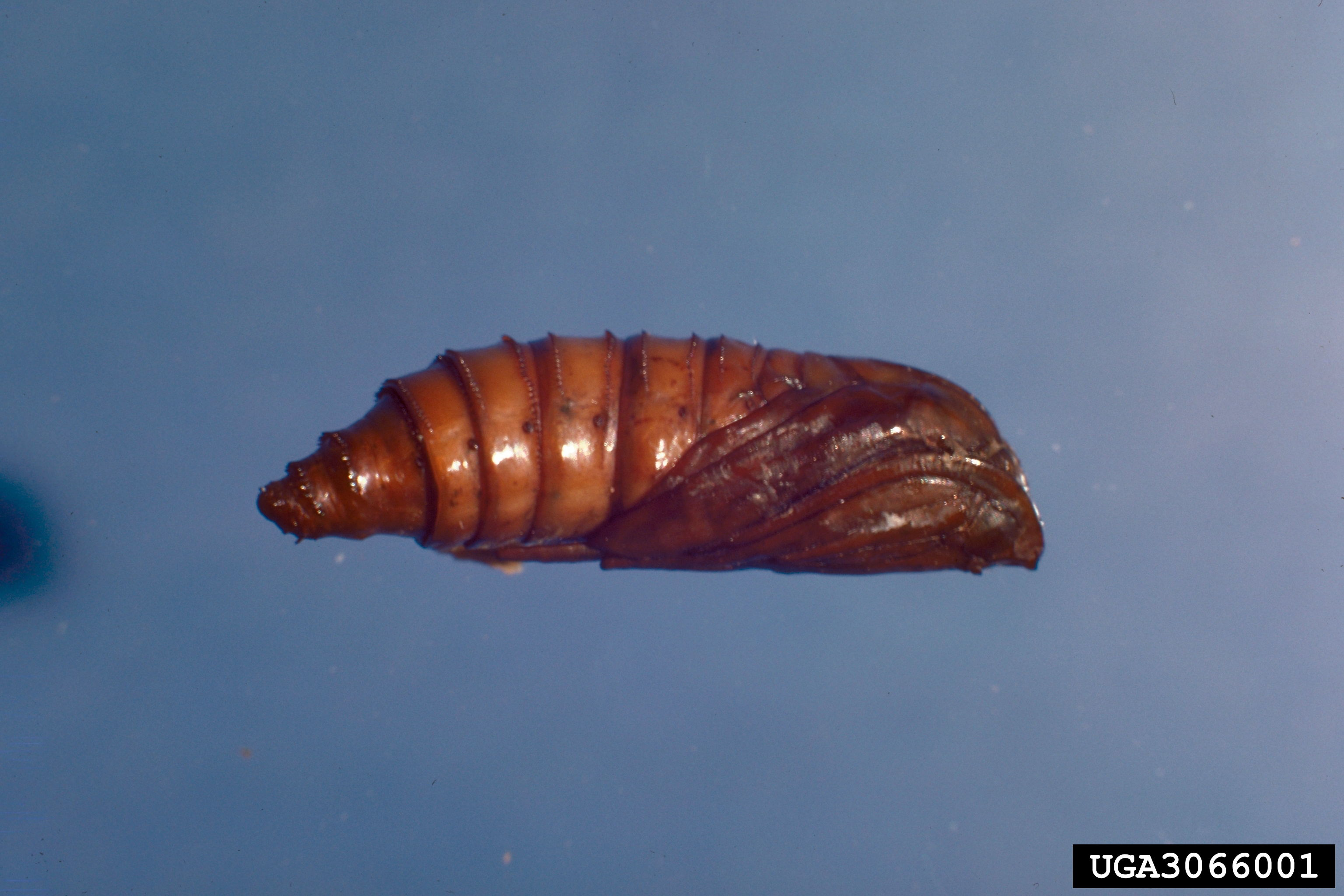
Pupa
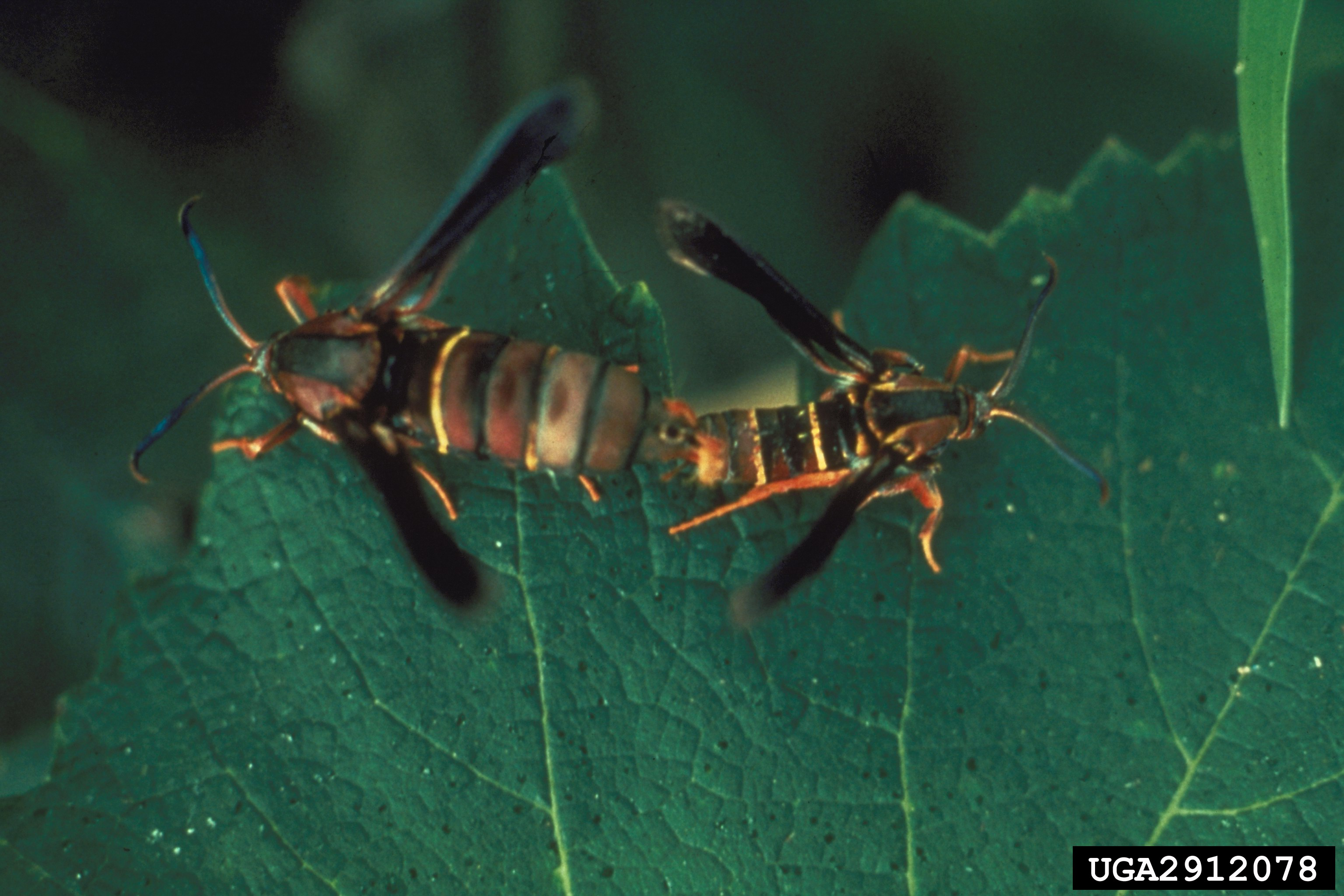
Giao phối